# Hasle (Bornholm)
 For alternative betydninger, se Hasle. (Se også artikler, som begynder med Hasle)
Hasle ligger på Bornholms vestkyst ca. 12 km nord for Rønne. Byen har 1.635 indbyggere  (2025) og ligger i Hasle Sogn.
Den gamle bydel ligger på en stor terrasse ud mod havet og havnen, der ligger for foden af byen, strækker sig næsten i byens fulde længde. Byen afskæres mod syd af Hasle Lystskov og mod nord af af en 16 meter høj kystskrænt.
Hasle tilhører Nørre Herred (Bornholm), som er under Bornholms Vestre Provsti under Københavns Stift.

## Historie
Hasle er uden tvivl en meget gammel by, da Nørre Herred i 13. århundrde kaldes Haslæ Herred. Lige som Rønne nævnes den som købstad i slutningen af det 15. århundrede. Den har dog altid været en lille by, som led under Rønnes nærhed: under Christian IV var der endog i 1624 tale om at fratage den dens købstadsprivilegier på grund af dens lidenhed (1569 kaldes Hasle Kirke endnu kun kapel). I de for øen vigtige begivenheder 1658, da Hasle kun havde 60 borgere (1618 døde 138, 1654 131 mennesker af pesten), spillede den en væsentlig rolle, idet nogle af lederne i sammensværgelsen mod Printzensköld havde hjemme her, nemlig sognepræsten Poul Hansen Anker, borgmesteren Peder Olsen, byfogden Niels Gomløs (begravet i Hasle Kirke) og Jens Pedersen Kofoed.

### Under enevælden
I 1769 havde byen 428 indbyggere.
I begyndelsen af det 19. århundrede tog man fat på anlægget af en havn. I 1828 var der bygget to moler, i 1834 var havnens middeldybde 8 fod, dens størrelse 4.000 kvadratalen.

### Den tidlige industrialisering
Hasles befolkning var svagt stigende i slutningen af 1800-tallet og begyndelsen af 1900-tallet: 853 i 1850, 1.002 i 1855, 886 i 1860, 923 i 1870, 1.080 i 1880, 1.272 i 1890, 1.252 i 1901, 1.255 i 1906 og 1.298 i 1911.
I 1874—77 udvidedes havnen med betydelige omkostninger (i hvilke Hasle Kulværk, senere Chamottestensfabrikken, deltog med henved ⅓ for at få et udskibningssted, og der anlagdes en trækbane fra værket til havnen), så at der dannedes en yderhavn, og dybden blev 12 fod; endelig foretoges der 1892—94 nye store arbejder: havnen og indsejlingsløbet uddybedes til 14 fod, en ny inderhavn anlagdes, en 60 fod lang mole opførtes osv. Havnen bestod her efter af 3 bassiner, i alt omtrent 70.000 kvadratalen, havnepladsens størrelse var omtrent 35.000 kvadratalen, bolværkernes længde 1.315 alen. I yderhavnens sydlige hjørne blev anlagt en lille bådehavn med 5 fod vand.
Af fabrikker og industrielle anlæg havde byen ved århundredeskiftet: 1 bryggeri og brændevinsbrænderi, 3 møller, 1 jernstøberi og maskinfabrik (16 arbejdere), 1 kønrøgsfabrik, 1 drittelstavfabrik og, i Landdistriktet, "Hasle Klinker- og Chamottestensfabrik" (oprindelig Hasle Kulværk), der beskæftigede omtrent 130 personer.
Efter næringsveje fordeltes folkemængden i byen i 1890 i følgende grupper, omfattende både forsørgere og forsørgede: 84 levede af immateriel virksomhed, 548 af håndværk og industri, 156 af handel og omsætning, 46 af søfart, 72 af fiskeri, 151 af jordbrug, mens 123 fordeltes på andre erhverv, 74 levede af deres midler, 11 nød almisse, og 7 var i fængsel. I landdistriktet var fordelingen samme år: 60 levede af industri (klinker- og chamottestensfabrikken), 4 af jordbrug, og 10 af andre erhverv. Ifølge en opgørelse i 1906 var indbyggertallet 1.255, heraf ernærede 59 sig ved immateriel virksomhed, 109 ved landbrug, skovbrug og mejeridrift, 107 ved fiskeri, 629 ved håndværk og industri, 97 ved handel med mere, 95 ved samfærdsel, 109 var aftægtsfolk, 41 levede af offentlig understøttelse og 9 af anden eller uangiven virksomhed.
Byens næringsmæssige grundlag var landbrug, råstofudvinding og dertil knyttet industri. I begyndelsen af det 19. århundrede forsøgtes kulgravning, der dog ikke viste sig rentabel. Heller ikke et glasbrug, knyttet til kullejerne gav overskud. Det gjorde derimod en lerproduktion. Denne produktion blev en af Danmarks største: Hasle Klinker- og Chamottestensfabrik. Landbrugsjorden er sandet, og Hasle blev især kendt for sine rodfrugt, der blev solgt i Rønne. Gulerodsgade midt i Hasle minder om kvalitetsprodukterne. Det modsatte kunne siges om Hasles brændevin, der var berygtet. Produktionen blev forbedret betragteligt og er flyttet til Nexø.
Produktionen på Hasle Klinker- og Chamottestensfabrik, som ophørte helt i 1997, var Bornholms største arbejdsplads i 1950erne med 1.200 ansatte. I dag hedder "Hasle Klinker" Hasle Refractories A/S og ligger i udkanten af Rønne.

### Mellemkrigstiden
Gennem mellemkrigstiden var Hasles indbyggertal stagnerende: i 1916 havde byen 1.300 indbyggere, i 1921 1.352 indbyggere, i 1925 1.323 indbyggere, i 1930 1.335 indbyggere, i 1935 1.344 indbyggere og i 1940 1.428 indbyggere. Nogen forstadsudvikling skete ikke.
Ved folketællingen i 1930 havde Hasle 1.335 indbyggere, heraf ernærede 55 sig ved immateriel virksomhed, 545 ved håndværk og industri, 111 ved handel mm, 87 ved samfærdsel, 210 ved landbrug, skovbrug og fiskeri, 115 ved husgerning, 208 var ude af erhverv og 4 havde ikke oplyst indkomstkilde.

### Efterkrigstiden
Efter 2. verdenskrig fortsatte Hasle sin stagnerende befolkningsudvikling. I 1945 boede der 1.560 indbyggere i købstaden, i 1950 1.531 indbyggere, i 1955 1.515 indbyggere, i 1960 1.487 indbyggere og i 1965 1.495 indbyggere.

## Mundheld
Hasle har aldrig rigtig været centrum for den Bornholmske kapital. Hasle var sågar ved at miste sit købstads privilegium. Derfor findes en bornholmske remse om ting, man skal undgå for at kunne leve et ordentligt liv: Småsyjp, klatgjæjl og hâslabo ska enj vâra saj for: småsnapse, klatgæld og hasleboer skal man undgå.

## Havnen
Tegningerne til Hasle Havn opstod da man i 1830'erne opdagede en stor forekomst af kul, der gik ud under havbunden. Da kulforekomsten var gravet væk, havde man begyndelsen til den havn, Hasle har i dag, som i areal en af øens største jolle- og lystbådehavne.
I år 2000 blev det besluttet at bygge feriehuse på havnen. De danner nu rammen om en marina med mange besøgende både om sommeren.
Før havnens seneste udvidelse i 1988 var det populært at bade i det område, der nu udgør den nordligste del af havnen. Siden 2013 har det igen været muligt at bade i havnen, da det nyopførte Hasle Havnebad stod færdigt med badebroen, udspringsplatforme og sauna. Hasle Havnebad var en del af Mulighedernes Land som var et partnerskabsprojekt mellem Realdania, Bornholms Regionskommune, Lolland Kommune og Thisted Kommune. Prisen var samlet 105 mio kr.

## Området omkring Hasle
Syd for byen ligger Hasle Lystskov og skovstranden med den iøjnefaldende Kultippen, der er resultat af kulbrydning, bl.a. fra det sted, der nu udgør Rubinsøen. På vejen til Rønne ligger Sorthat-Muleby. Nord for Hasle i retning af Allinge-Sandvig og Hammershus ligger Helligpeder og Jons Kapel

## Kendte født i Hasle
- Vilhelm Herold (1865–1937)
- Jens Pedersen Kofoed (1628–1691)

## Attraktioner
- Karetmagergården
- Hasle Silderøgeri.
- Grønbechs Gård, der ligger midt i byen, er et udstillingssted for bornholmsk kunst og kunsthåndværk.
- Sildefesten, årlig 4-dages havnefest der afholdes i begyndelsen af juli
- Hasle kirke der er fra 1400 tallet.
- Hasle havn med fiskermiljø, marina og havnebad.
- Rubinsøen er en stor kunstig sø der blev skabt i årene 1942-1948, hvor der blev brudt mere end 30.000 tons brunkul til at forsyne primært erhvervslivet med brændsel.

Byens turistbureau har til huse i det gamle rådhus over for Brugsen.

## Sport
På trods af byens lille størrelse har man alligevel haft en idrætsforening der blev etableret i 1905, foreningens navn er Hasle IF.

## Galleri
- Hasle Havn
- Hasle år 1900

- Badestrand ved Hasle
- Sportsklubben Hasle IF
- Hasle Sogn på Bornholm